# Ricardo Márquez Ramos
Ricardo Márquez Ramos (* 26. Oktober 1956 in Guadalajara, Jalisco), auch bekannt unter dem Spitznamen El Diablo, ist ein ehemaliger mexikanischer Fußballspieler auf der Position eines Stürmers. 

## Leben
„El Diablo“ Márquez begann seine Profikarriere bei seinem Heimatverein CSD Jalisco und spielte nach kurzen Abstechern zum CD Zacatepec, Club León und Unión de Curtidores auch drei Jahre beim Stadtrivalen Club Atlas. 
Anschließend spielte er je eine Saison bei den UANL Tigres, Atlético Morelia und zuletzt beim CD Irapuato, bei dem er seine aktive Laufbahn ausklingen ließ.